# Polychaeton brasiliense
Polychaeton brasiliense är en svampart som först beskrevs av Bat., Nascim. & Cif., och fick sitt nu gällande namn av D.R. Reynolds 20 10. Polychaeton brasiliense ingår i släktet Polychaeton och familjen Capnodiaceae.   Inga underarter finns listade i Catalogue of Life.